# Хоссейни, Мехди
Мехди Хоссейни (перс. سید مهدی حسینی بمی‎, род. 10 июля 1979, Тегеран) — иранский композитор и музыковед.
Основатель Санкт-Петербургского центра современной академической музыки “reMusik.org”. Художественный руководитель Санкт-Петербургского международного фестиваля новой музыки .

## Биография
Мехди Хоссейни родился в Тегеране в 1979 году. Он начал своё музыкальное образование в Иране, изучая теорию персидской музыки и основы композиции под руководством Фархада Фахреддини, известного иранского композитора и основателя Иранского национального оркестра. После чего он закончил Санкт-Петербургскую государственную консерваторию им. Н. А. Римского-Корсакова по классу композиции профессора Александра Мнацаканяна, ученика Дмитрия Шостаковича, и аспирантуру под руководством профессора Сергея Слонимского.
В дополнение к основному образованию, Хоссейни посещал летние курсы композиции Венского университета музыки и исполнительских искусств в Мюрццушлаге, Австрия (2007), где он учился у британского композитора и педагога Найджела Осборна. Также он изучал основы и принципы музыкальной композиции с проф. Геннадием Беловым и проф. Владимиром Цытовичем. В качестве музыковеда, Мехди Хоссейни вёл научную деятельность и работал над проблемами теории музыки под руководством профессора Татьяны Бершадской.
В 2013 году альбом “Monodies” Мехди Хоссейни был номинирован Иранским домом музыки в категории «Лучший альбом года».
Его музыка звучит в исполнении различных оркестров и коллективов, таких как Академический симфонический оркестр Санкт-Петербургской филармонии, Санкт-Петербургский государственный академический симфонический оркестр, Большой симфонический оркестр театра оперы и балета Санкт-Петербургской консерватории имени Н. А. Римского-Корсакова, Государственный большой симфонический оркестр Республики Северная Осетия; Ensemble intercontemporain, Namascae Lemanic Modern Ensemble, PluralEnsemble, ensemble proton bern, ensemble unitedberlin, Ансамбль солистов Студия новой музыки, Московский ансамбль современной музыки, eNsemble, Звуковые пути, ГАМ-ансамбль и многие другие. Сочинения публикуются издательствами «Композитор Санкт-Петербург» (Россия) и Donemus (Нидерланды).
В последние несколько лет Мехди Хоссейни принимает активное участие в проектах современной музыки как в Санкт-Петербурге, так и по всей России. Его музыка регулярно звучит на таких фестивалях, как «Звуковые пути», «Петербургская музыкальная весна», «Современные Восток и Запад», «Современное прошлое» , «Московская осень», Международный фестиваль актуальной музыки «Другое пространство» ; таких площадках, как Мариинский театр, Санкт-Петербургская и Московская консерватории, Санкт-Петербургская академическая филармония им. Д. Д. Шостаковича и Московская государственная академическая филармония.
Мехди Хоссейни внёс значительный вклад в развитие культурной жизни России и Санкт-Петербурга, открыв в 2011 году Санкт-Петербургский центр современной академической музыки reMusik.org . С 2013 года он также является основателем и художественным руководителем Санкт-Петербургского международного фестиваля новой музыки .

## Творчество

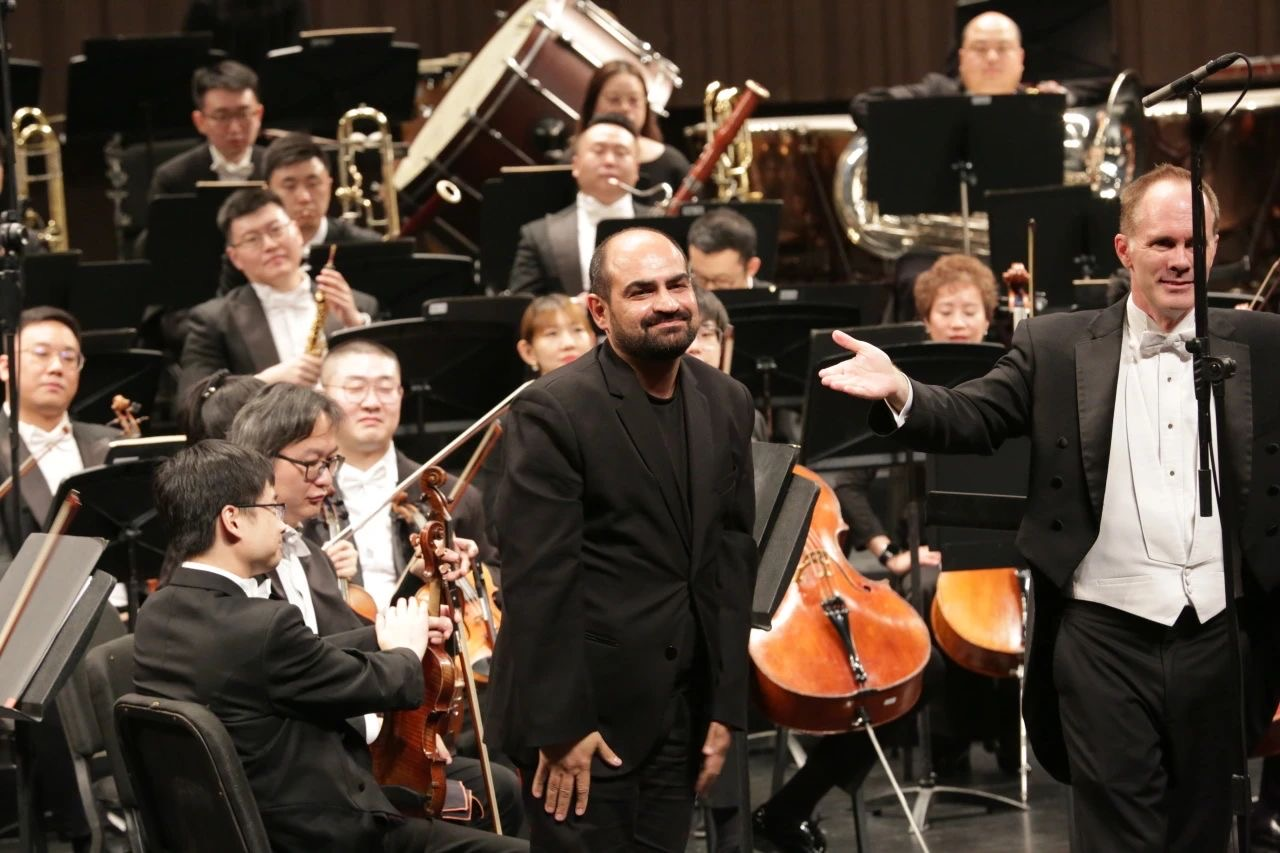
Mehdi Hosseini at the 4th Hangzhou Contemporary Music Festival

Музыка Хоссейни сочетает в себе результаты его поисков и исследований как композитора, этномузыколога и теоретика. Его работы, включающие в себя сочинения для камерного и симфонического оркестров, ансамблей, солистов и специфических инструментальных составов с использованием электроники и новых медиа, демонстрируют сильное влияние монодии как принципа организации музыкального материала, структуры и формы.
Сам композитор часто использует слово monodies («монодийность») не только в качестве названия своей композиции, но и в качестве музыкального термина, под которым он подразумевает характеристики отдельных голосовых структур, адаптирующихся к любой музыкальной фактуре. Его собственное музыкальное творчество в сущности отражает его текущие исследования в области профессиональной персидской музыки  и её фундаментальных компонентов, в частности, дастгаха, и народной музыки различных провинций Ирана, охватывающих основные региональные музыкальные традиции.

## Основные сочинения
- Симфония «Монодия» (2005)

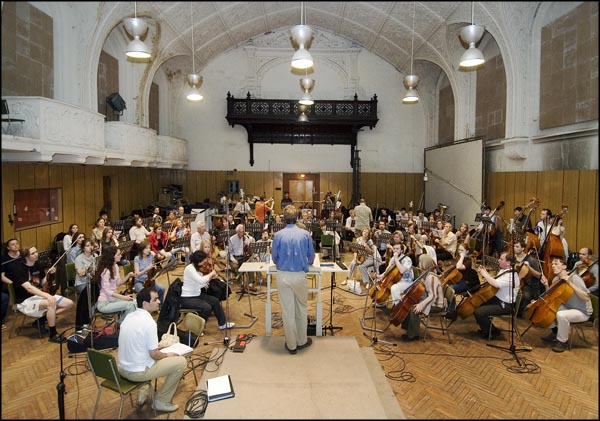
Мехди Хоссейни на репетиции, СПб ГАСО готовится к концерту

- Концерт для струнного квартета с оркестром (2008)
- «Балуч» для альтовой флейты, контрафагота, валторны, скрипки, виолончели и ксилофона (2009)
- «Пештпа» для гобоя, бас-кларнета и виолончели (2009)
- «Талеши Хава» для скрипки и фагота (2010)
- «Неокончанный черновик» для баритона и ансамбля (2010)на стихотворение В.В. Набокова
- «Чахаргах» (2010)
- «Пауза» для ансамбля (2010) молчаливая драматургия А.П.Чехова
- «Монодийность» для флейты, кларнета, скрипки, виолончели и фортепиано (2011)
- Abkenari для флейты, кларнета, скрипки, виолончели и фортепиано (2013)